# John Reid
John Reid é um empresário musical escocês, ativo na indústria musical desde os anos 70.
Entre 1975 e 1978, Reid foi o gerente da banda britânica de rock Queen.
Por 28 anos, trabalhou com o cantor e compositor Elton John. Durante os primeiros cinco anos de trabalho Reid e John desfrutaram de um relacionamento íntimo. Em 1998, o envolvimento profissional de Elton com John Reid acabou, depois que os gastos do gerente foram calculados por técnicos em contabilidade e divulgados no Daily Mirror.  Em 2000, os dois envolveram-se judicialmente.

## Na cultura popular
Reid foi interpretado por Aidan Gillen na cinebiografia Bohemian Rhapsody, do Queen, e por Richard Madden em Rocketman, de Elton John. Ambos os atores eram conhecidos por seus papéis em Game of Thrones.